# Henri Fescourt
Henri Fescourt, född 23 november 1880 i Béziers i Hérault, död 9 augusti 1966 i Neuilly-sur-Seine i Île-de-France, var en fransk filmregissör, manusförfattare och filmproducent.
Henri Fescourt filmdebuterade 1912.

## Filmografi (urval)

### Som regissör
- 1925 – Les Misérables
- 1927 – La Maison du Maltais
- 1929 – Monte Cristo
- 1931 – Service de nuit (samproducerades med den svenska filmen Trötte Teodor)
- 1931 – Serments (samproducerades med den svenska filmen En natt)
- 1940 – Face au destin
- 1943 – Retour de flamme

### Som manusförfattare
- 1925 – Les Misérables
- 1927 – La Maison du Maltais
- 1929 – Monte Cristo